# 杜赫罗
杜赫罗（德語：Ducherow，發音：[ˈduːxəʁoː]）是德国梅克伦堡-前波美拉尼亚州前波美拉尼亚-格赖夫斯瓦尔德县的市镇，面积77.53平方千米，2023年12月31日人口为2,329人。